# ジュール・マザラン
ジュール・マザラン（フランス語: Jules Mazarin, 1602年7月14日 - 1661年3月9日）は、17世紀フランス王国の政治家、枢機卿。イタリア人でイタリア名はジュリオ・マッツァリーノ（イタリア語: Giulio Mazarino）またはジュリオ・マザリーニ（イタリア語: Giulio Mazarini）。ラテン語形はユリウス・ライムンドゥス・マザリヌス（ラテン語: Iulius Raimundus Mazarinus）なので、ジュール・レーモン・マザランとも。

## 生涯
イタリア中部ピッシーナに生まれる。庶子であったともいう。父ピエトロがシチリアのマッツァリーノ城塞で生まれたため、その名を名乗り始める。外交の能力を認められてローマ教皇に仕える。
1630年、マントヴァ継承戦争において、一時停戦の約を破って進軍したリシュリューの部隊の前にマザランが単騎で現れ、停戦を呼びかけたという逸話が残されている。1634年、教皇特使としてパリに派遣されたときにリシュリューの信任を得る。
1639年、フランスに帰化し、1641年にルイ13世の推挙によりウルバヌス8世によって枢機卿に就任。
1642年にリシュリュー、1643年にルイ13世が相次いで死ぬと、摂政となった太后アンヌ・ドートリッシュの相談役兼ルイ14世の教育係となる。辞令そのものは出ていないが、実質的な宰相であった。アンヌとは秘密結婚をするまでの仲だったともいわれ、ルイ14世はマザランの子とする説もあるが、アンヌがルイ14世を妊娠した1637年の12月5日にはマザランはまだイタリアにいたため、これは根拠のない噂話である。
1661年にマザランが死ぬと、翌日ルイ14世は親政を宣言、王政フランスの絶頂期へと至った。マザラン自身がルイ14世に親政を勧めたともいう。亡骸はフランス学士院に葬られている。

## 功績
政策的にはリシュリューを継承し、後のルイ14世の絶対王政の地均しをした。具体的には以下のとおり。
- 外交・軍事面ではハプスブルク家との対抗を重視、三十年戦争への介入を続け、1648年、ヴェストファーレン条約でアルザスの大部分及びヴェルダン・メッツ・トゥールをフランス領に取り込んだ。
- 1659年にはイングランド共和国の護国卿オリバー・クロムウェルと結んでフランス・スペイン戦争（西仏戦争）でスペインを破り、アルトワとルシヨンをフランス領に編入し（ピレネー条約）、翌1660年にはルイ14世とスペイン王女マリー・テレーズ（マリア・テレサ）との政略結婚を実現した。
- 国内では、戦争継続のために重税を課したことによって、フロンドの乱（1648年 - 1653年）を招いたが、反乱側の内部分裂を利用してこれを鎮圧。結果として大貴族勢力を弱体化させ、王権を強化した。
- 財政面ではコルベールを登用して重商主義を推進した。

## 親族
自身は聖職者のため独身だが、下の妹ジェローラマ・マザリーニが生んだ5人の姪ラウラ、オリンピア、マリー、オルタンス、マリー・アンヌを政略結婚に利用した。ルイ14世の愛妾も含まれているという。ポール、フィリップの兄弟も軍人、貴族に取り立てられた。また、上の妹ラウラ・マルゲリータ・マッツァリーニの娘であるアンヌ・マリー、ラウラ姉妹も同様に政略結婚に利用、それぞれコンティ公アルマン、モデナ公アルフォンソ4世・デステに嫁いだ。これら7人の姪はマザリネットと呼ばれた。